# Gôly
Les Gôly sont un sous-groupe des Baoulés.
On les retrouve particulièrement dans la Sous-Préfecture de Bodokro et dans la Préfecture de Béoumi.
Le canton de Gôly est composé de plusieurs villages dont Lolobo 2.